# Алма (Кыргызстан)
Алма (кирг. Алма) — село в Ноокенском районе Джалал-Абадской области Кыргызстана. Административный центр Шайданского айылного аймака.

## География
Село расположено в южной части области, к западу от реки Шайдан-Сай, на расстоянии приблизительно 2 километров (по прямой) к северо-востоку от села Масы, административного центра района. Абсолютная высота — 796 метров над уровнем моря.

## Население
Согласно оценочным данным Национального статистического комитета Кыргызской Республики, численность населения села на начало 2023 года составляла 3099 человек.
| год     | 2009 | 2014 | 2015 | 2020 | 2021 | 2023 |
| ------- | ---- | ---- | ---- | ---- | ---- | ---- |
| человек | 2309 | 2873 | 2984 | 2974 | 3154 | 3099 |